# Courseulles-sur-Mer
Courseulles-sur-Mer är en kommun i departementet Calvados i regionen Normandie i norra Frankrike. Kommunen ligger i kantonen Creully som ligger i arrondissementet Caen. År 2022 hade Courseulles-sur-Mer 4 202 invånare.

## Befolkningsutveckling
Antalet invånare i kommunen Courseulles-sur-Mer
Referens: INSEE